# Canton de Gençay
Le canton de Gençay est un ancien canton français situé dans le département de la Vienne et la région Poitou-Charentes.

## Géographie
Ce canton était organisé autour de Gençay dans l'arrondissement de Montmorillon. Son altitude varie de 99 m (Champagné-Saint-Hilaire) à 195 m (Champagné-Saint-Hilaire) pour une altitude moyenne de 139 m.

## Représentation

### Conseillers généraux de 1833 à 2015
| Période | Période      | Identité                                 | Étiquette          | Qualité |
| ------- | ------------ | ---------------------------------------- | ------------------ | --- |
| 1833    | 1848         | Louis Marie Pestre                       |                    | Ancien capitaine d'artillerie Propriétaire à Usson                                                                |
| 1848    | 1864         | Pierre François Nicoullaud               | Bonapartiste       | Agent d'affaires, banquier, maire de Gençay                                                                       |
| 1864    | 1871         | Léopold Prevost-Maisonnay                |                    | Propriétaire, adjoint au maire de Châtellerault                                                                   |
| 1871    | 1882 (décès) | Théodore Moureau                         | Bonapartiste       | Notaire, Propriétaire, maire de Gençay                                                                            |
| 1882    | 1883         | Comte Anatole de Briey, Baron de Landres | Monarchiste        | Propriétaire du château de La Roche-Gençay Maire de Magné                                                         |
| 1883    | 1895         | Gustave Merceron                         | Républicain        | Maire de Sommières-du-Clain, conseiller d'arrondissement                                                          |
| 1895    | 1907         | Alexis Léopold Iszenard                  | Républicain        | Maire de Château-Garnier                                                                                          |
| 1907    | 1913         | Alphonse Méreau                          | Rad.               | Docteur en médecine à Gençay                                                                                      |
| 1913    | 1923 (décès) | André Pineau                             | URD                | Docteur en médecine Propriétaire du château de la Bussière Maire de Brion                                         |
| 1924    | 1925         | Fabien Pineau                            | URD                | Négociant, Brion                                                                                                  |
| 1925    | 1934 (décès) | Georges Paillot                          | Rad.               | Agriculteur, négociant, maire de Sommières-du-Clain, conseiller d'arrondissement                                  |
| 1934    | 1940         | Henri Salmon                             | AD                 | Médecin, Maire d'Usson Nommé conseiller départemental en 1943                                                     |
|         |              |                                          |                    | |
| 1945    | 1970         | Jean Billault                            | RI                 | Médecin de campagne, maire de Gençay                                                                              |
| 1970    | 1976         | Henry Bernard                            | DVG puis Centriste | Maire de Gençay (1965-1995)                                                                                       |
| 1976    | 1982         | Jean Crespin                             | PS                 | Vétérinaire à Gençay                                                                                              |
| 1982    | 2015         | Arnaud Lepercq                           | RPR puis UMP       | Agriculteur Député (1975-1981 et 1986-2002) Maire d'Usson-du-Poitou (1971-2012) Vice-Président du Conseil Général |

### Conseillers d'arrondissement (de 1833 à 1940)
Le canton de Gençay avait deux conseillers d'arrondissement.
Il appartenait à l'arrondissement de Civray jusqu'à sa disparition en 1926.
| Période                                  | Période      | Identité                                  | Étiquette    | Qualité |
| ---------------------------------------- | ------------ | ----------------------------------------- | ------------ | --- |
| 1833                                     | 1839 (décès) | Joseph Charles Béra (1758-1839)           |              | Avocat près la Cour d'appel de Poitiers, juge de paix à Gençay                                              |
| 1833                                     | 1845         | Joseph Théophile Duchastenier (1800-1887) |              | Propriétaire à Saint-Secondin                                                                               |
|                                          |              |                                           |              | |
|                                          | 1879 (décès) | Augustin Savard (1827-1879)               |              | Propriétaire, maire d'Usson                                                                                 |
| 25 janv. 1880                            | 1883         | Gustave Merceron                          | Républicain  | Maire de Sommières-du-Clain                                                                                 |
| 1880                                     |              | Eugène de Fontaine de Resbecq             | Conservateur | Ancien Sous-directeur au Ministère de l'Instruction publique, propriétaire à Usson                          |
| 1883                                     | 1897 (décès) | M. Mesmain                                | Républicain  | |
|                                          |              |                                           |              | |
| av.1919                                  |              | Léon Debenest                             |              | Ingénieur agricole, Champagné-Saint-Hilaire                                                                 |
| av.1919                                  | 1925         | Georges Paillot                           | Rad.         | Agriculteur, négociant, maire de Sommières-du-Clain                                                         |
| 1925                                     | 1940         | Alphonse Pallu                            | Républicain  | Propriétaire du château de la Paillerie, maire d'Usson                                                      |
|                                          | 1934         | M. Thénault                               | RG           | |
| 1934                                     | 1940         | M. Gabirault                              | PAPF         | |
| 1940                                     |              |                                           |              | Les conseils d'arrondissement ont été suspendus par la loi du 12 octobre 1940 et n'ont jamais été réactivés |
| Les données manquantes sont à compléter. |              |                                           |              | |

## Composition
Le canton de Gençay regroupait 10 communes et comptait 8194 habitants (recensement de 2007 populations municipales).
| Nom                      | Code Insee | Codepostal | Superficie (km2) | Population (dernière pop. légale) | Densité (hab./km2) |
| ------------------------ | ---------- | ---------- | ---------------- | --------------------------------- | ------------------ |
| Gençay (chef-lieu)       | 86103      | 86160      | 4,74             | 1 735 (2012)                      | 366                |
| Brion                    | 86038      | 86160      | 16,08            | 248 (2012)                        | 15                 |
| Champagné-Saint-Hilaire  | 86052      | 86160      | 46,36            | 970 (2012)                        | 21                 |
| Château-Garnier          | 86064      | 86350      | 35,89            | 639 (2012)                        | 18                 |
| La Ferrière-Airoux       | 86097      | 86160      | 27,22            | 344 (2012)                        | 13                 |
| Magné                    | 86141      | 86160      | 20,01            | 644 (2012)                        | 32                 |
| Saint-Maurice-la-Clouère | 86235      | 86160      | 39,60            | 1 248 (2012)                      | 32                 |
| Saint-Secondin           | 86248      | 86350      | 38,14            | 553 (2012)                        | 14                 |
| Sommières-du-Clain       | 86264      | 86160      | 26,21            | 807 (2012)                        | 31                 |
| Usson-du-Poitou          | 86276      | 86350      | 72,64            | 1 300 (2012)                      | 18                 |

## Démographie
| 1962  | 1968  | 1975  | 1982  | 1990  | 1999  | 2006  | 2011  | 2012  |
| ----- | ----- | ----- | ----- | ----- | ----- | ----- | ----- | ----- |
| 9 071 | 8 521 | 7 789 | 7 562 | 7 634 | 7 619 | 8 130 | 8 451 | 8 488 |

## Sources
1. ↑  « Journal officiel de la République française. Lois et décrets » , sur Gallica, 7 février 1883 (consulté le 8 septembre 2020).
2. ↑  « Journal officiel de la République française. Lois et décrets » , sur Gallica, 10 janvier 1924 (consulté le 8 septembre 2020).
3. ↑  « Journal officiel de la République française. Lois et décrets » , sur Gallica, 31 janvier 1924 (consulté le 8 septembre 2020).
4. ↑  « Journal officiel de la République française. Lois et décrets » , sur Gallica, 17 avril 1943 (consulté le 8 septembre 2020).
5. ↑  « Ministère de la culture - Base Léonore », sur www2.culture.gouv.fr (consulté le 17 avril 2023).
6. ↑  Structure de la population du canton de 1968 à l'année de la dernière population légale connue
7. ↑  Fiches Insee - Populations légales du canton pour les années 2006, 2011, 2012